# Marteggia
Marteggia (Marteja [maɾˈteja] in veneto) è una frazione del comune di Meolo, nella città metropolitana di Venezia.

## Geografia fisica
Marteggia è situata a sud del capoluogo comunale da cui dista circa 3 km. Il piccolo centro abitato è circondato dalla campagna pianeggiante. Verso sud sud-ovest il confine con il comune di Roncade è tracciato dal corso del fiume Vallio.  Mentre verso est il confine con di Musile di Piave è rappresentato dal tracciato della strada statale 14 della Venezia Giulia. Il territorio adibito all'agricoltura è quasi interamente a scolo meccanico. Le opere di bonifica sono costituite da ampi canali di scolo che confluiscono al grande impianto di sollevamento che getta le acque nel fiume Sile a Portegrandi. La parte sud di Marteggia è attraversata dal tracciato storico dell'antica via Annia.

## Monumenti

### Santuario mariano di Marteggia
La chiesa parrocchiale e santuario mariano di Marteggia, intitolato al Cuore Immacolato di Maria, viene eretto nel 1948 ad opera della comunità locale. Il monumento rappresenta un pregevole esempio di architettura in stile sobrio dove la necessità diventa virtù. È noto che nella storia della tecnologia delle costruzioni l'uso di materiali di recupero ha costituito da sempre un denominatore comune a molte edificazioni in epoche diverse, soprattutto in momenti difficili. La parte frontale della chiesa testimonia la presenza umana in questo territorio a partire dal II secolo a.C. Dagli anonimi reperti lapidei della vicina via Annia, ai conci di monumenti funerari ed al pregevole cippo con stemma della nobile famiglia veneziana dei Cappello, tutti incastonati nella muratura, danno mostra di sé come in un museo.